# HD 202940
HD 202940，又名CD-2615541，SAO 190236、HR 8148，是一颗恒星，视星等为6.56，位于銀經21.19，銀緯-43.11，其B1900.0坐标为赤經21h 13m 58.8s，赤緯-26° -43.11′ 53″。